# Sorhoanus maculipennis
Sorhoanus maculipennis är en insektsart som beskrevs av Li och Wang 1993. Sorhoanus maculipennis ingår i släktet Sorhoanus och familjen dvärgstritar. Inga underarter finns listade i Catalogue of Life.